# Jack Hillson
Pour les articles homonymes, voir Hillson.
Jack Hillson (1945) est un homme politique provincial canadien de la Saskatchewan. Il représente la circonscription de North Battleford à titre de député du Parti libéral de la Saskatchewan à partir d'une élection partielle en 1996 jusqu'en 2003,.